# Circondario di Larino
Il circondario di Larino era uno dei circondari in cui era suddivisa la provincia di Campobasso.

## Storia
Con l'Unità d'Italia (1861) la suddivisione in province e circondari stabilita dal decreto Rattazzi fu estesa all'intera penisola.
Il circondario di Larino venne soppresso nel 1926 e il territorio assegnato alla provincia di Campobasso.

## Geografia antropica

### Suddivisioni amministrative
Nel 1863, la composizione del circondario era la seguente:
- mandamento I di Bonefro
  - comuni di Bonefro; Colletorto; San Giuliano di Puglia
- mandamento II di Casacalenda
  - comuni di Casacalenda; Morrone del Sannio; Provvidenti; Ripabottoni
- mandamento III di Civita Campomarano
  - comuni di Castelbottaccio; Castelluccio Acquaborrana; Civita Campomarano; Guardialfiera; Lucito; Lupara
- mandamento IV di Guglionise
  - comuni di Guglionise; Montecilfone; Portocannone
- mandamento V di Larino
  - comuni di Larino; Montorio; San Martino in Pensilis; Ururi
- mandamento VI di Montefalcone nel Sannio
  - comuni di Montefalcone nel Sannio; Roccavivara; San Felice Slavo
- mandamento VII di Palata
  - comuni di Acquaviva Collecroce; Montenero di Bisaccia; Palata; Ripalda; Tavenna
- mandamento VIII di Santa Croce di Magliano
  - comuni di Montelongo; Rotello; Santa Croce di Magliano
- mandamento IX di Termoli
  - comuni di Campomarino; San Giacomo; Termoli